# El hombre que volvió de la muerte (serie de televisión de 2007)
El hombre que volvió de la muerte es un remake del clásico del terror y suspenso protagonizado por Narciso Ibáñez Menta en 1969. Se emitió por Canal 13 y fue producido por Pol-ka. La primera emisión de la serie fue desde el 12 de septiembre y finalizó el 27 de diciembre de 2007. Fue protagonizada por Diego Peretti y Nancy Duplaá. Coprotagonizada por Gabo Correa, Pepe Monje y Roly Serrano. Antagonizada por Luis Machín. También, contó con las actuaciones especiales de los primeros actores Lorenzo Quinteros, Mario Pasik y Osvaldo Santoro. En el año 2013 se volvió a emitir por canal Volver aunque fue solo una sola vez, Ya en los años 2014 y 2020 fue emitida en México por Las Estrellas de Televisa Internacional.

## Sinopsis
Elmer Van Hess (Diego Peretti), un hombre que se desempeña como gerente de sistemas en una empresa de seguridad, parece gozar de una vida apacible y feliz, tiene un trabajo estable y está a punto de casarse con Erika (Nancy Dupláa), la mujer de su vida.
Días antes de contraer su matrimonio es detenido por la policía acusado de trazar un plan para asesinar al presidente. Todo está fríamente calculado, ya que alguien necesita que Elmer desaparezca. Así, es enviado a prisión. Luego, el Dr. Dante Mortensen (Luis Machín) engaña a Van Hess diciendo que lo hará pasar por muerto para sacarlo de la cárcel, pero era una farsa para someterlo a extraños experimentos médicos y experimentar con su cuerpo.
El laboratorio de Mortensen se incendia, y todos los que trabajaban allí dan por muerto a Elmer, quien luego de "4 años de oscuridad" volverá a la vida para atormentar a todos aquellos que lo hicieron sufrir y le arruinaron su próspera vida.

## Elenco
- Diego Peretti como Elmer Van Hess
- Nancy Dupláa como Erika Ortiz
- Mario Pasik como Branco Morel
- Luis Machín como Dante Mortensen
- Gabo Correa como Camilo Van Hess
- Pepe Monje como Federico Lagos
- Ernesto Claudio como Dr. Carballo
- Osvaldo Santoro como Galván
- Roly Serrano como Matos
- Lorenzo Quinteros como Román
- Alejo Ortiz como Dr. López
- Alejandra Darín como Helena
- Roberto Antier como Lorenzi
- Edgardo Moreira como Carrascosa

## Lista de muertes
| Personajes      | Ep 1 | Ep 2 | Ep 3 | Ep 4 | Ep 5 | Ep 6 | Ep 7 | Ep 8 | Ep 9 | Ep 10 | Ep 11 | Ep 12 | Ep 13 | Ep 14 |  |
| --------------- | ---- | ---- | ---- | ---- | ---- | ---- | ---- | ---- | ---- | ----- | ----- | ----- | ----- | ----- |  |
| Elmer           |      |      |      |      |      |      |      |      |      |       |       |       |       |       |  |
| Erika           |      |      |      |      |      |      |      |      |      |       |       |       |       |       |  |
| Mortensen       |      |      |      |      |      |      |      |      |      |       |       |       |       |       |  |
| Branco Morel    |      |      |      |      |      |      |      |      |      |       |       |       |       |       |  |
| Galván          |      |      |      |      |      |      |      |      |      |       |       |       |       |       |  |
| Camilo          |      |      |      |      |      |      |      |      |      |       |       |       |       |       |  |
| Matos           |      |      |      |      |      |      |      |      |      |       |       |       |       |       |  |
| Roman           |      |      |      |      |      |      |      |      |      |       |       |       |       |       |  |
| Helena          |      |      |      |      |      |      |      |      |      |       |       |       |       |       |  |
| Marcos          |      |      |      |      |      |      |      |      |      |       |       |       |       |       |  |
| Julián          |      |      |      |      |      |      |      |      |      |       |       |       |       |       |  |
| Juez Moliina    |      |      |      |      |      |      |      |      |      |       |       |       |       |       |  |
| Fiscal Di Palma |      |      |      |      |      |      |      |      |      |       |       |       |       |       |  |
| Carrascosa      |      |      |      |      |      |      |      |      |      |       |       |       |       |       |  |
| Los dos presos  |      |      |      |      |      |      |      |      |      |       |       |       |       |       |  |
| Dr. López       |      |      |      |      |      |      |      |      |      |       |       |       |       |       |  |
| Federico        |      |      |      |      |      |      |      |      |      |       |       |       |       |       |  |
| Dr. Carvallo    |      |      |      |      |      |      |      |      |      |       |       |       |       |       |  |

     La persona vive en ese episodio.
     La persona muere en ese episodio.
     La persona aparece como cadáver.

## Premios

### Nominaciones
- Martín Fierro 2007
  - Actor protagonista de unitario y/o miniserie (Diego Peretti)
  - Actor protagonista de unitario y/o miniserie (Luis Machín)
  - Actriz protagonista de unitario y/o miniserie (Nancy Dupláa)